# 155 Scylla
155 Scylla je asteroid glavnog pojasa.
Asteroid je 8. studenog 1875. iz Pule otkrio Johann Palisa i imenovao ga po čudovistu Scili iz grčke mitologije.
… | 154 Bertha | 155 Scylla | 156 Xanthippe | …